# INXS
Pour l'album du même groupe, voir INXS (album).
 (novembre 2017).
Si vous disposez d'ouvrages ou d'articles de référence ou si vous connaissez des sites web de qualité traitant du thème abordé ici, merci de compléter l'article en donnant les références utiles à sa vérifiabilité et en les liant à la section « Notes et références ».
INXS est un groupe de rock australien, originaire de Sydney,, formé en 1977 et séparé en 2012. Avec des titres à succès tels qu'Original Sin, Need You Tonight, Devil Inside, Never Tear Us Apart ou Suicide Blonde, il constitue l'un des incontournables de la musique australienne, aux côtés, entre autres, d'AC/DC et de Kylie Minogue.
Ses membres commencent leur carrière en jouant des reprises dans des pubs et des clubs, ainsi qu'occasionnellement des morceaux originaux. Le groupe comprend le compositeur et claviériste Andrew Farriss, le batteur Jon Farriss, les guitaristes Tim Farriss et Kirk Pengilly, le bassiste Garry Gary Beers et le parolier et chanteur Michael Hutchence. Pendant vingt ans, INXS a comme chanteur Hutchence, décédé en 1997, dont la présence magnétique sur scène fait de lui le point central du groupe,. À l'origine connu pour son style new wave/pop, le groupe développe un style pub rock qui comprend des éléments de funk.
En 1980, INXS atteint les classements australiens, avec son premier album éponyme, puis rencontre le succès international avec l'album Shabooh Shoobah (1982) et son single The One Thing. Kick, paru en 1987, est l'album le plus connu du groupe.

## Biographie

### Formation
Dans leur jeunesse, Andrew Farriss et Michael Hutchence fréquentent le même établissement scolaire, la Davidson High School. Farriss invite Hutchence à rejoindre son groupe d'alors, Doctor Dolphin. Les autres membres du groupe proviennent d'un autre lycée, la Forest High School ; parmi eux, on retrouve Garry Beers, le futur bassiste d'INXS. En 1977, Tim Farriss, le frère ainé d'Andrew, invite ce dernier, Hutchence et Beers à le rejoindre au sein d'un groupe composé de lui-même et de Kirk Pengilly. Le groupe Farriss Brothers est formé ; leur première représentation a lieu le 16 août 1977 (qui, par coïncidence, se trouve être la date de décès d'Elvis Presley) à Whale Beach, quarante kilomètres au nord de Sydney, dans la région des Northern Beaches.
Par la suite, en 1978, les frères Farriss retournent à Perth, leur ville natale. Ils reviennent à Sydney dix mois plus tard pour enregistrer une série de démos. Un soir, Tim est approché par Gary Morris, le manager des célèbres Midnight Oil : « Je me souviens de lui venant vers moi et me demandant : « Pour qui travailles-tu, mate ? » ; et j'ai bafouillé : « Oh, nous nous faisons appeler les Farriss Brothers. » Il m'a tout de suite proposé de faire les premières parties des concerts de Midnight Oil. » Effectivement, le groupe commence à soutenir Midnight Oil et d'autres groupes de Sydney. Morris les avisa qu'un membre de Midnight Oil leur avait trouvé un nouveau nom : INXS, inspiré du groupe britannique XTC et du fabricant australien de confitures IXL. Pour Tim Farriss, « cela faisait un peu extravagant — mais c'était un nom chouette ».
La première performance du groupe en tant qu'INXS a lieu le 1er septembre 1979 à Toukley, sur la côte centrale de leur État de la Nouvelle-Galles du Sud. Fin 1979, Chris Murphy fut engagé comme agent. Murphy était un homme d'affaires efficace, fin négociateur. Au début de 1980, le groupe avait déjà signé un contrat de 5 ans avec un label indépendant de Sydney, Delux Records, appartenant à Michael Browning, un ex-manager d'AC/DC.

### Premiers succès (1980-1983)

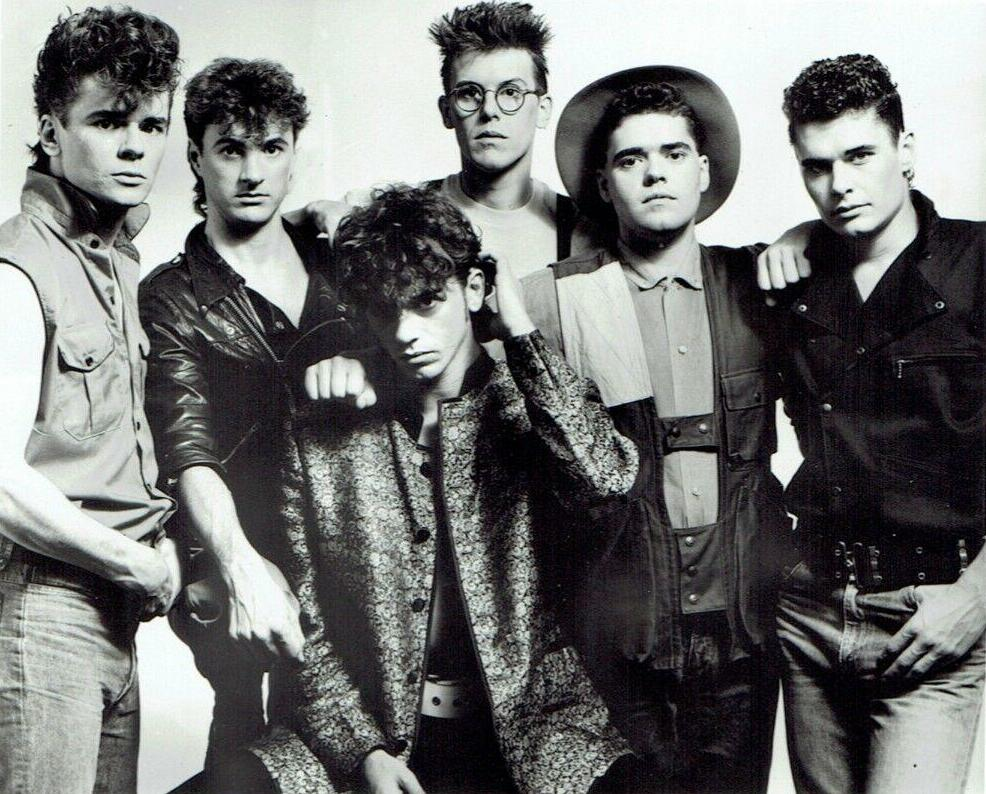
Photo promotionnelle d'INXS en 1983.

INXS sort son premier album, simplement baptisé INXS, en 1980 ; cet album contient leur premier single et tube en Australie Just Keep Walking. Après la sortie de l’album, les concerts s’enchaînent. En 1981, paraît leur second disque Underneath the Colours qui remporte un franc succès dans leur pays natal. Mais c'est lors de la sortie de l'album Shabooh Shoobah fin 1982 que le groupe fait vraiment parler de lui, notamment en Amérique du Nord, où l'un des singles extraits de cet album, intitulé The One Thing, se classe en 1983 dans le Top 40 américain, atteignant aussi le Top 20 canadien ; The One Thing fut aussi leur première vidéo à être diffusée sur MTV, leur permettant d'acquérir une certaine notoriété aux États-Unis.
Ce succès permet au groupe de tourner aux États-Unis au printemps 1983. Sa première tournée se fait en compagnie de Adam and the Ants, puis plus tard de Hall and Oates et des Go-Go's. En mai 1983, INXS affirme son association avec le mouvement new wave en participant au New Wave Day en Californie. C'est alors que Gary Grant, leur co-manager depuis 1981, établit une permanence à New York afin d'assurer une présence dans l'hémisphère Nord. Le groupe continue à parcourir les États-Unis jusqu'à la fin de l'année, jouant même avec Men at Work - autre groupe australien - à New York.

### Renommée grandissante (1984-1986)

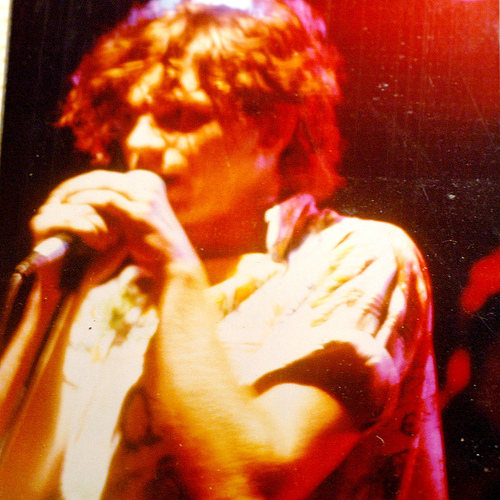
Michael Hutchence, premier chanteur d'INXS.

Début 1984, parait l'album The Swing qui contient en particulier le single Original Sin produit par Nile Rodgers, qui est leur premier vrai grand tube à l'échelle mondiale, permettant au groupe d'acquérir une renommée internationale : l'album est no 1 en Australie et le single se classe no 1 dans ce même pays ainsi qu'en Argentine, no 2 en France, no 6 en Nouvelle-Zélande, no 20 au Canada, et atteint le Top 40 aux Pays-Bas et en Suisse (no 58 aux États-Unis). Cependant, le Royaume-Uni résiste ; la presse musicale britannique snobe le groupe et en profite pour placer quelques phrases anti-australiennes véhémentes à l'encontre de la formation de Sydney. Au contraire, les Américains louent la « passion » dont ces artistes font preuve (comme on peut le lire dans le magazine Rolling Stone).
En 1985, le groupe participe à la branche australienne du Live Aid (nommée Oz for Africa (en)), en compagnie de plusieurs autres formations du pays. À la fin de cette même année sort Listen Like Thieves, un album entre le style des Rolling Stones et de Chic. Avec cet opus, INXS marque sa volonté de s'émanciper de la mouvance new wave à laquelle le groupe était jusque-là associé. L'album, qui est le premier à comporter des titres écrits par l'ensemble des membres (principalement Andrew Farriss et Hutchence), devient no 3 en Australie et no 11 aux États-Unis. La chanson What You Need est particulièrement bien accueillie. Début 1986, elle propulse INXS dans le Top 5 américain, après avoir déjà fait partie du Top 20 au Canada et été numéro 2 en Australie (septembre 1985). Cette chanson fut la dernière à être enregistrée pour l'album, à la suite d'une requête de leur producteur Chris Thomas, qui avait estimé que l'album souffrait de l'absence d'un potentiel hit.
En 1986, INXS tourne à travers les États-Unis, l'Australie et plusieurs pays en Europe, notamment en première partie de Queen en Angleterre à Wembley le 12 juillet, donnant l'occasion au groupe de connaître enfin un début de reconnaissance au Royaume-Uni (l'album Listen Like Thieves et ses singles font cette année-là une apparition dans les classements anglais, certes loin des premières places, mais c'est tout de même une première pour le groupe). De l'autre côté de l'Atlantique où INXS est, au contraire, apprécié depuis plusieurs années, le magazine américain Musician n'hésite pas à en faire le « meilleur groupe live au monde ».[réf. nécessaire]

### Le succès à son apogée (1987-1991)
Mais c'est avec l'album Kick paru fin 1987 et son tube Need You Tonight, no 1 dans de nombreux pays, qu'INXS devient l'un des plus grands groupes pop/rock anglophones du moment avec, entre autres, U2, Depeche Mode et The Cure (INXS partage aussi à cette époque-là, le titre de groupe australien le plus populaire avec Midnight Oil) ; plusieurs autres singles extraits de cet album sont des tubes mondiaux entre 1987 et 1989, comme New sensation, Devil Inside, Mystify ou encore Never tear us apart. Le Royaume-Uni cède enfin.
En 1990, le groupe sort X, qui est encore un grand succès critique et commercial, contenant le fameux tube Suicide Blonde inspiré par la compagne du moment de Michael Hutchence, Kylie Minogue. Au stade de Wembley, en juillet 1991, le groupe réunit plus de 70 000 spectateurs, épilogue de leur tournée de l'année.

### Déclin progressif, drame et renouveau (1992-2010)

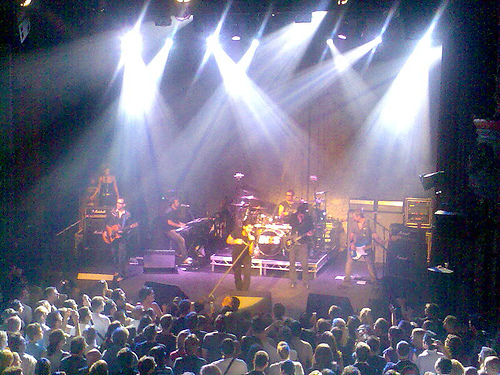
INXS en concert en juin 2007.

En 1992 parait Welcome to Wherever You Are, album qui rencontre encore un certain succès, notamment en Grande-Bretagne et dans quelques pays d'Europe continentale, avec tout de même une baisse d'audience ailleurs (notamment aux États-Unis), signant alors l'arrêt du phénomène INXS. L'année suivante voit la sortie de Full Moon, Dirty Hearts mais les ventes baissent franchement, et confirment le déclin de popularité du groupe.
Puis, après un best of édité en 1994, INXS sort en 1997 l'album Elegantly Wasted, dont le succès est plutôt mitigé. Il s'agit du dernier disque avec son célèbre chanteur car le 22 novembre de cette même année, Michael Hutchence est retrouvé mort : il s'est apparemment suicidé après avoir eu une altercation téléphonique avec Bob Geldof, l'ex-mari de sa compagne Paula Yates, à propos de la garde de Tiger Lily, la fille de Michael Hutchence et Paula Yates née en juillet 1996.
Malgré la mort de Michael Hutchence, le groupe est toujours actif. En 1999, Terence Trent D'Arby remplace Hutchence au chant et le groupe joue lors de la cérémonie d'inauguration du parc olympique de Sydney. Le 20 septembre 2005, le chanteur canadien J.D. Fortune en devient le nouvel interprète, après une compétition de douze semaines dans le reality show de CBS Rock Star: INXS. Un nouvel album d'INXS paraît alors, Switch, qui renoue avec un certain succès dans les charts internationaux.
En 2010 paraît l'album Original Sin composé de reprises de titres phares du groupe, accompagnés pour chacun d'artistes invités.

### Vers la fin (2011-2012)
En 2011, les dix albums du groupe avec Michael Hutchence sont réédités en version remastérisés.
En septembre 2011, par le biais de son site internet, le groupe annonce le départ de J.D. Fortune après six ans de collaboration. Il est remplacé par Ciaran Gribbin alias Joe Echo. 

INXS continue de tourner afin de promouvoir l'album Original Sin. Néanmoins, le groupe annonce durant un concert au sein de la Perth Arena, le 11 novembre 2012, alors qu'il partage l'affiche avec Matchbox Twenty, qu'il cessera désormais de tourner. Kirk Pengilly déclarant qu'il est approprié de finir là où ils avaient commencé trente-cinq ans plus tôt, annonçant alors la fin d'INXS. Jon Farriss admet de son côté être au bord des larmes avant que le groupe ne joue leur plus grand hit, Need You Tonight[réf. nécessaire].

### Retour (depuis 2013)
Cependant, en 2013, le réseau de télévision australien, Seven Network, annonce la réalisation d'une mini-série retraçant l'histoire du groupe, nommée INXS: Never Tear Us Apart. Tim Fariss en devient le consultant.
La production de cette mini-série débute à l'été 2013, et elle est finalement diffusée du 9 au 16 février 2014. Elle rencontre alors un grand succès en termes d’audience et crée un regain d'intérêt à l'égard du groupe dont plusieurs de ses singles et albums rentrent à nouveau, à cette occasion, dans les classements australiens mais aussi néo-zélandais.
En 2019, un film documentaire évoquant Michael Hutchence et intitulé Mystify paraît. Une bande originale accompagne cette sortie, incluant des morceaux du groupe.

## Membres

### Formation classique
- Tim Farriss - guitare (1977-2012)
- Kirk Pengilly - saxophone, guitare rythmique, chant (1977-2012)
- Garry Gary Beers - basse, chœurs (1977-2012)
- Andrew Farriss - guitare rythmique, clavier, harmonica, percussions, chœurs (1977-2012)
- Jon Farriss - batterie (1977-2012)
- Michael Hutchence - chant (1977-1997, décédé en 1997)

### Autres chanteurs
- Jon Stevens - chant (2000-2003)
- J.D. Fortune - chant (2005-2011)
- Ciaran Gribbin - chant (2011-2012)

### Membres additionnels
- Jimmy Barnes – chant (1998)
- Terence Trent D'Arby – chant (1999)
- Russell Hitchcock – chant (1999)
- Suze DeMarchi – chant (2000)
- Jenny Morris – chœurs (1986)

## Discographie

### Albums studio
- 1980 : INXS
- 1981 : Underneath the Colours
- 1982 : Shabooh Shoobah
- 1984 : The Swing
- 1985 : Listen Like Thieves
- 1987 : Kick
- 1990 : X
- 1992 : Welcome to Wherever You Are
- 1993 : Full Moon, Dirty Hearts
- 1997 : Elegantly Wasted
- 2005 : Switch
- 2010 : Original Sin

### Albums live
- 1991 : Live Baby Live
- 2004 : Live at Barker Hangar
- 2014 : Live at Wembley Stadium 1991
- 2022 : Shabooh Shoobah: Recorded Live at the US Festival 1983

### Compilations sélectives / rééditions
- 1994 : The Greatest Hits
- 2001 : Shine Like It Does: The Anthology (1979-1997)
- 2002 : Definitive
- 2011 : The Very Best of INXS
- 2022 : Shabooh Shoobah (Réédition Deluxe 40e anniversaire inclus 15 titres bonus)

### EP
- 1983 : Dekadance
- 2004 : Bang the Drum

## Dans la culture
Dans le roman American Psycho de Bret Easton Ellis (1991), la musique d'INXS est très présente : plusieurs chansons sont citées et retentissent dans les boîtes de nuit new-yorkaises (New Sensation, The Devil Inside)[réf. nécessaire].